# Hamura (Tokio)
Hamura (羽村市 Hamura-shi?) es una ciudad ubicada en Tokio Occidental, la parte occidental de la Metrópolis de Tokio, Japón. 
Según datos del 2010, la ciudad tiene una población estimada de 57.174 habitantes y una densidad de 5.770 personas por km². El área total es de 9,91 km².
La ciudad fue fundada el 1 de noviembre de 1991, luego de que fuese creada como villa dentro del distrito de Nishitama en 1889 y promovida a pueblo en 1956. 
Es una de las ciudades que conforma la zona de Tokio Occidental. Es la ciudad con menos población en Tokio y la tercera más pequeña en extensión. Al oeste de la ciudad recorre el río Tama y en Hamura se ubica punto de inicio del construido en 1653 con el fin de suplir agua a la antigua ciudad de Edo.

## Ciudades hermanadas
- Hokuto, prefectura de Yamanashi, Japón

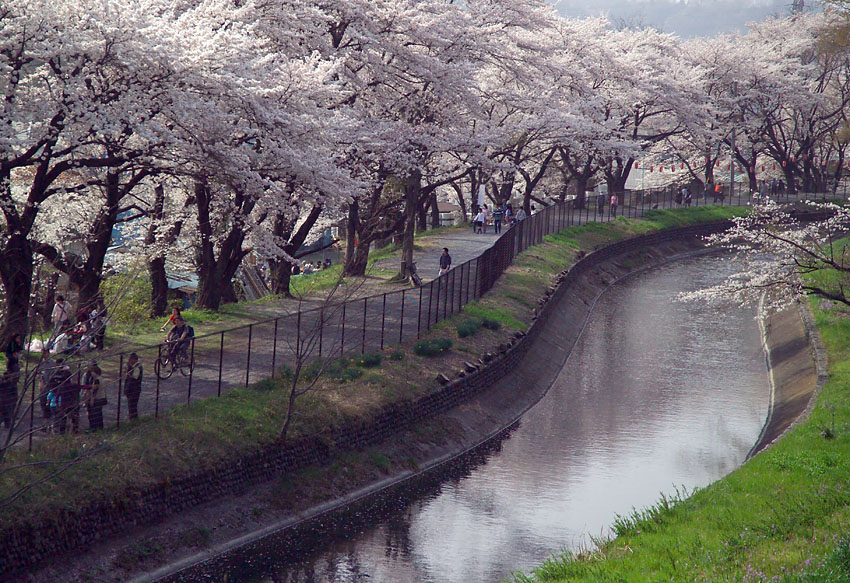
Hamura.